# Sukarrieta
Sukarrieta város Spanyolországban,  Bizkaia tartományban. Sukarrieta Mundaka, Ibarrangelu, Gautegiz Arteaga és Busturia községekkel határos. Lakosainak száma 353 fő (2024).

## Népesség
A település népessége az utóbbi években az alábbiak szerint változott:
| Lakosok száma | 317  | 360  | 353  | 350  | 357  | 355  | 367  | 332  | 361  | 353  |
|               | 2001 | 2004 | 2007 | 2009 | 2012 | 2014 | 2017 | 2019 | 2022 | 2024 |